# Luciobarbus comizo
Luciobarbus comizo é uma espécie de peixe pertencente à família Cyprinidae.
A autoridade científica da espécie é Steindachner, tendo sido descrita no ano de 1864.

## Portugal
Encontra-se presente em Portugal, onde é uma espécie nativa.
O seu nome comum é barbo-focinheiro.

## Descrição
Trata-se de uma espécie de água doce. Atinge os 80 cm de comprimento padrão, com base de indivíduos de sexo indeterminado.